# Luis Calderón Vega

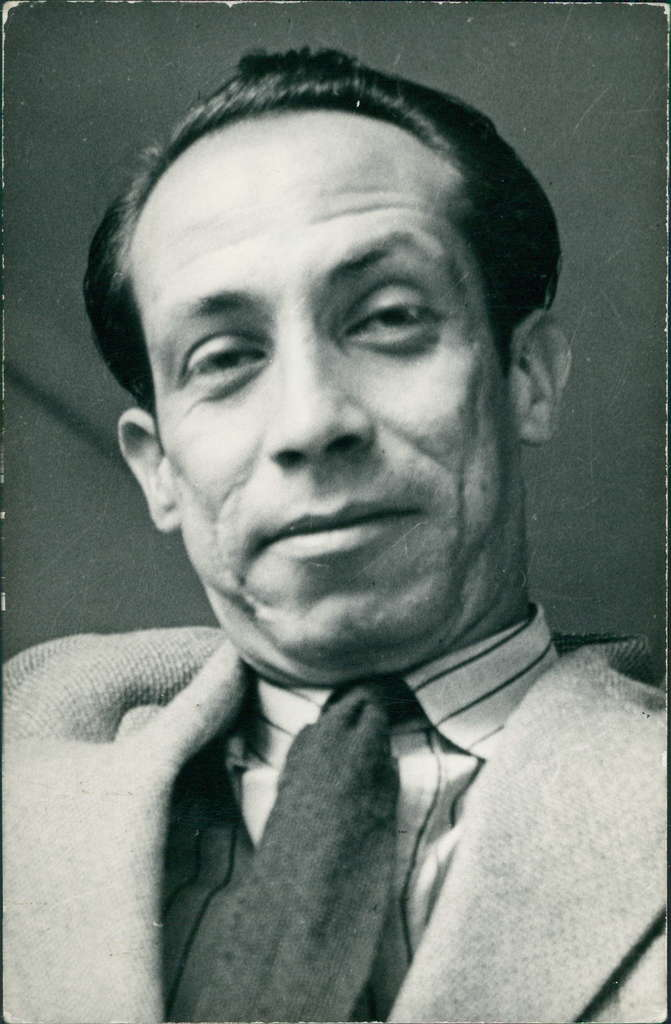
Luis Calderón Vega

Luis Calderón Vega (* 27. Februar 1911 in Morelia; † 7. Dezember 1989) war ein mexikanischer Autor, Politiker und Mitbegründer der Partido Acción Nacional (PAN).

## Biografie
Calderón studierte an der Universidad Nacional Autónoma de México (UNAM) und war dort Mitglied der katholisch-militanten Unión de Estudiantes Católicos (UNEC). Er war verheiratet mit María del Carmen Hinojosa González, mit der er fünf Kinder zeugte. Er war bekannter Politiker im Bundesstaat Michoacán und als Abgeordneter der 1939 gegründeten PAN viele Jahre im Abgeordnetenhaus des Kongresses der Union Mexiko tätig, bevor er 1981 sein Amt bei der PAN niederlegte. Er war Lehrstuhlinhaber am Instituto Valladolid und verfasste mehrere Bücher. Calderón starb 1989 an Herzversagen.
Sein erster Sohn Felipe war 2006 bis 2012 Präsident des Landes, sein zweiter Sohn Juan Luis ist Regierungsbeamter in Michoacán und seine Tochter Luisa María war früher Senatorin.

## Werke  (Auswahl)
- La Cuestión social, 1934
- Don Nadie, 1935
- La Reacción, 1938
- Los Siete Sabios de México, 1950
- Retorno a la Tierra, 1956
- Cuba 88: Memorias de la UNEC, 1959
- El 96.47% de los Mexicanos: Ensayos de Sociología religiosa, 1964
- Política y Espíritu compromisos y Fugas del Cristiano, 1965
- Memorias del PAN I (1939–1946)
- Memorias del PAN II (1946–1950)
- Memorias del PAN III (1950–1952)